# 愛と血の大地
『愛と血の大地』（あいとちのだいち、Tap Roots）は1948年のアメリカ合衆国の西部劇映画。出演はヴァン・ヘフリン、スーザン・ヘイワードなど。

## キャスト
※括弧内は日本語吹替（初回放送：1972年11月6日 TBS『月曜ロードショー』）
- キース・アレクサンダー：ヴァン・ヘフリン（納谷悟朗）
- モーナ・ダブニー：スーザン・ヘイワード（上田みゆき）
- ティショミンゴ：ボリス・カーロフ（長谷川弘）
- エイヴン・ダブニー：ジュリー・ロンドン（鈴木弘子）
- クレイ大尉：ホイットフィールド・コナー（富山敬）
- モーナの父 / ホーブ：ワード・ボンド（川久保潔）
- ブルース・ダブニー：リチャード・ロング（神谷明）
- ビッグ・サム・ダブニー：ラッセル・シンプソン

## スタッフ
- 監督：ジョージ・マーシャル
- 製作：ウォルター・ウェンジャー
- 脚本：アラン・ルメイ
- 撮影：ウィントン・C・ホック、ライオネル・リンドン
- 編集：ミルトン・カルース
- 音楽：フランク・スキナー